# Trio per a piano núm. 2 (Xostakóvitx)
El Trio per a piano núm. 2 en mi menor, per a violí, violoncel i piano, op. 67, va ser compost per Dmitri Xostakóvitx el 1944, durant la Segona Guerra Mundial.
La composició estava dedicada al bon amic de Xostakóvitx, Ivan Sol·lertinski, un polímata rus i músic àvid, que havia mort recentment amb quaranta-un anys. L'obra es va estrenar a la Sala Gran de la Filharmònica de Leningrad el 14 de novembre de 1944. Els primers intèrprets van ser Dmitri Tsiganov (violí), Serguei Xirinski (violoncel), Dmitri Xostakóvitx (piano). La peça consta de quatre moviments, amb una durada aproximada 25 minuts. El trio va ser guardonat amb el Premi Stalin, segona classe, el 1946.
La peça consta de quatre moviments, amb una actuació completa de 25 a 27 minuts. El moviment final, la Dansa de la mort, destaca especialment pel seu característic ús de les escales jueves.

## Història
Xostakovitx va començar a escriure el trio durant el desembre de 1943, després d'haver esmentat dos mesos abans que començaria a treballar en un trio per a piano "sobre temes populars russos", i després d'haver escrit a Isaac Glikman el 8 de desembre en què estava treballant en el trio. Diversos dies abans de completar el primer moviment de la peça, el bon amic de Xostakóvitx, Ivan Sol·lertinski, un erudit rus i àvid músic, va morir als 41 anys, després d'haver experimentat dolors cardíacs els dies anteriors. La mort de Sol·lertinski va afectar profundament a Xostakóvitx, i va decidir dedicar el trio a la memòria del seu amic. En saber de la mort del seu amic, va escriure a la vídua de Sol·lertinski que "és impossible expressar amb paraules tot el dolor que em va engolir en saber la notícia de la mort [de Sol·lertinski]", i que "per viure sense ell serà insuportablement difícil"; en els mesos següents va patir períodes de depressió i va lluitar per compondre, en un moment escrivint "em sembla que mai més podré compondre una altra nota". Va acabar d'escriure l'obra més tard aquell any, completant el segon moviment el 4 d'agost de 1944 i el quart el 13 d'agost. L'obra va rebre la seva estrena a Leningrad el 14 de novembre de 1944, amb el compositor al piano al costat de Dmitri Tsiganov i Serguei Xirinski, membres del Quartet Beethoven, que van estrenar el seu segon quartet de corda durant el mateix concert.
Dos anys després d'estrenar l'obra, l'any 1946, Xostakóvitx va fer el primer enregistrament de l'obra amb ells dos, i l'any següent, el 26 de maig de 1947, va fer un segon enregistrament amb David Óistrakh i el violoncel·lista txec Miloš Sádlo al Festival de Praga. El 1946, Xostakóvitx també va rebre un Premi Estatal Stalin (segon grau) per al trio.

## Estructura
La peça consta de quatre moviments:
1. Andante – Moderato – Poco più mosso. Mi menor. Introducció i Marxa.
2. Allegro con brio. Fa sostingut menor. Scherzo.
3. Largo. Si menor / Si bemoll menor. Passacaglia.
4. Allegretto – Adagio. 2/4; 5/8. Mi major - Mi menor - Mi major. Rondó amb recapitulació de material del primer moviment.[19]

### Andante — Moderato
El primer moviment, en mi menor, comença amb un passatge inquietant al violoncel, que toca exclusivament harmònics. S'hi uneix el violí i després el piano, els tres instruments tocant en cànon, amb el violí entrant una tretzena per sota del violoncel i el piano una tretzena per sota del violí. Aquesta lenta primera secció del moviment experimenta un desenvolupament abans que la música passi a la secció Moderato més ràpida, que està en forma de sonata. Les característiques melòdiques i rítmiques del primer i segon temes d'aquesta secció es basen en essència en motius introduïts a l'obertura, i es toquen al costat d'una "pulsació de corxera" rítmica, un acompanyament que torna en el quart moviment de la peça. El moviment arriba al punt culminant en la recapitulació climàtica, abans que la música retrocedeix en els compassos finals, tancant-se en silenci. Al llarg del moviment, sol major, la tonalitat relativa major, serveix, de manera convencional, com a tonalitat del segon tema del Moderato; tanmateix, les tecles de si bemoll major i si bemoll menor, un tríton de la tònica, també tenen un paper especialment notable en les modulacions del moviment, ja que hi ha múltiples ocurrències de tonificacions d'aquestes tecles. Segons el director i autor Michael Mishra, aquest moviment mostra Xostakóvitx en una "vena neoclàssica", que conté melodies de "caràcter gairebé haydnescs", i amb la lenta introducció a un moviment més ràpid que és "una picada d'ull en la direcció dels classicistes".

### Allegro con brio
El segon moviment, en fa sostingut major, és un scherzo frenètic i sardònic que es mou sense parar a través de figuracions dissonants, sense descansar mai. La secció de trio del moviment, en sol major, és un "vals vertiginós", i està menys separada de la resta del moviment del que és habitual per a Xostakóvitx. La germana de Sol·lertinski considerava que el moviment era "un retrat increïblement exacte" del seu germà, a qui va dir que Xostakóvitx "entenia com ningú". També té semblances amb el moviment scherzo del seu Quintet per a piano.

### Largo
El tercer moviment, en si bemoll menor, és una passacaglia lúgubre, basada en un tema repetit de vuit compassos d'acords semibreus sostinguts al piano, de caràcter tonalment inestable. En aquest context, el violí i el violoncel, tocant en cànon, intercanvien línies melòdiques fosques, lentes i ombrívoles. El moviment acaba amb una marca attacca, continuant amb el següent moviment sense pausa. L'any 1975, després de la mort de Xostakóvitx, aquest moviment es va interpretar en el seu funeral públic celebrat al Gran Saló del Conservatori de Moscou, mentre milers de persones passaven al seu taüt.

### Allegretto - Adagio
El quart i últim moviment de la peça comença en mi major i passa a mi menor. Les notes repetides en staccato comencen aquest moviment Dança de la mort, que introdueix una melodia d'estil jueu, i revisa el contingut temàtic dels tres moviments anteriors. Acaba amb un acord de mi major torturat, gairebé inaudible.
La melodia jueva d'aquest darrer moviment va ser citada al Quartet de corda núm. 8 de Xostakóvitx.
Ian MacDonald diu al seu llibre The New Shostakovich que el moviment es va inspirar en l'horror del compositor davant els informes que els guàrdies de les SS als camps d'extermini nazis havien obligat els jueus a ballar al costat de les seves pròpies tombes.

## Enregistraments
| Any de gravació           | Any de llançament | Violinista             | Violoncel·lista       | Pianista           | Etiqueta                                     | Referència |
| ------------------------- | ----------------- | ---------------------- | --------------------- | ------------------ | -------------------------------------------- | ---------- |
| 1947                      | 1998              | David Óistrakh         | Miloš Sádlo           | Dmitri Xostakóvitx | La revelació de la Rússia clàssica (RV70006) | [ 31 ]     |
| 1959                      | 2008              | Leonid Kógan           | Mstislav Rostropóvitx | Emil Gilels        | Doremi (DHR-7921-5)                          | [ 32 ]     |
| 1984 (en directe, Moscou) | 1997              | Oleg Kagan             | Natalia Gutman        | Sviatoslav Richter | Clàssics en directe (LCL 172)                | [ 33 ]     |
| 1987                      | 1988              | Isaac Stern            | Yo-Yo Ma              | Emanuel Ax         | CBS Records (MK 44664)                       | [ 34 ]     |
| 1997                      | 1997              | Joshua Bell            | Steven Isserlis       | Olli Mustonen      | Decca Records (452 899-2)                    | [ 35 ]     |
| 1998 (en directe, Tòquio) | 1999              | Gidon Kremer           | Miša Maiskis          | Martha Argerich    | Deutsche Grammophon (459 326-2)              | [ 36 ]     |
| 2015                      | 2016              | Zsolt-Tihamér Visontay | Mats Lidström         | Vladímir Aixkenazi | Decca (478 9382)                             | [ 37 ]     |

#### Llibres
- Fanning, David. «Shostakovich on record». A: Fairclough. The Cambridge Companion to Shostakovich.  Cambridge: Cambridge University Press, 2008. ISBN 978-0-521-84220-4.
- Fay, Laurel E. Shostakovich: A Life.  Oxford: Oxford University Press, 2005. ISBN 978-0-195-18251-4.
- Kuhn, Judith. «The string quartets: in dialogue with form and tradition». A: Fairclough. The Cambridge Companion to Shostakovich.  Cambridge: Cambridge University Press, 2008. ISBN 978-0-521-84220-4.
- McCreless, Patrick. «The cycle of structure and the cycle of meaning: the Piano Trio in E minor, Op. 67». A: Fanning. Shostakovich Studies.  Cambridge: Cambridge University Press, 1995. ISBN 978-0-521-45239-7.
- MacDonald, Ian. The New Shostakovich.  Boston: Northeastern University Press, 1990. ISBN 1-55553-089-3.
- Mishra, Michael. A Shostakovich Companion.  Westport: Praeger, 2008. ISBN 031330503X.
- Moshevich, Sofia. Dmitri Shostakovich, Pianist.  Montreal: McGill–Queen's University Press, 2004. ISBN 978-0-7735-7125-9.
- Phillips. Story of a Friendship: The Letters of Dmitry Shostakovich to Isaak Glikman.  New York: Cornell University Press, 2001. ISBN 0-80143-979-5.
- Sollertinsky, Dmitri. Pages from the Life of Dmitri Shostakovich.  New York and London: Harcourt Brace Jovanovich, 1980. ISBN 978-0-151-70730-0.
- Volkov. Testimony: The Memoirs of Dmitri Shostakovich.  New York: Harper & Row, 1979. ISBN 0-87910-021-4.

#### Articles
- Braun, Joachim The Musical Quarterly, 71, 1, 1985, pàg. 68–80. DOI: 10.1093/mq/LXXI.1.68. JSTOR: 948173.
- Fankhauser, Gabriel Music Analysis, 32, 2, 2013, pàg. 210–50. DOI: 10.1111/musa.12012. JSTOR: 43864511.
- Henderson, Lyn The Musical Times, 141, 1870, 2000, pàg. 53–60. DOI: 10.2307/1004371. JSTOR: 1004371.